# Dieter Haack
Pour les articles homonymes, voir Haack.
Dieter Haack, né le 9 juin 1934 à Karlsruhe, est un homme politique allemand, membre du Parti social-démocrate d'Allemagne (SPD) et ancien ministre fédéral de l'Aménagement du territoire entre 1978 et 1982.

## Éléments personnels

### Formation et carrière
Après avoir passé avec succès son Abitur en 1953, il suit des études supérieures de droit à l'université Friedrich-Alexander d'Erlangen-Nuremberg, sur le campus d'Erlangen, puis à l'université de Bonn. Il obtient son premier diplôme juridique d'État en 1957, un doctorat en droit en 1961, et son second diplôme juridique l'année suivante.
Il commence par occuper un poste de conseiller gouvernemental à la préfecture de l'arrondissement d'Ebersberg, avant de devenir en 1963 administrateur gouvernemental au ministère fédéral des Questions pan-allemandes. En 1966, il est choisi comme chef de cabinet par le nouveau ministre social-démocrate Herbert Wehner.

### Vie privée
Il est marié et père de quatre enfants.

## Parcours politique

### Premiers mandats
Membre du SPD depuis 1961, il est élu député à l'assemblée (Kreistag) de l'arrondissement de Sieg en 1964, qui disparaît en 1969. Cette même année, il est élu député fédéral au Bundestag, entrant trois ans plus tard au bureau du groupe social-démocrate.

### Au gouvernement
En 1972, il est nommé secrétaire d'État parlementaire du ministère fédéral de l'Aménagement du territoire. Lors du remaniement ministériel du 16 février 1978, Dieter Haack est choisi pour remplacer Karl Ravens comme ministre fédéral de l'Aménagement du territoire, de la Construction et de l'Urbanisme, et se voit reconduit après les élections fédérales de 1980. Le 1er octobre 1982, il est contraint de démissionner, à la suite du renversement du gouvernement d'Helmut Schmidt.

### Fin de carrière
Il continue de siéger au Bundestag jusqu'aux élections de 1990, retrouvant dès 1982 son poste au bureau du groupe SPD. Il renonce en 1985 à être vice-président de la fédération du parti en Bavière, une fonction pour laquelle il avait été désigné en 1975.